# یواس‌اس وانالانست (وای‌تی‌بی-۳۸۵)
یواس‌اس وانالانست (وای‌تی‌بی-۳۸۵) (به انگلیسی: USS Wannalancet (YTB-385)) یک کشتی بود که طول آن ۱۰۱ فوت (۳۱ متر) بود. این کشتی در سال ۱۹۴۴ ساخته شد.